# Eni
Az Eni a világ egyik vezető multinacionális olaj- és gázvállalata, világszerte 73 országban aktív, nagyjából 33 000 embernek ad munkát. Fő tevékenységei között a nyersanyag kitermelés, finomítás, kereskedelem, valamint környezetbarát és megújuló energia központú beruházások szerepelnek.

## Az elnevezés eredete
Az ENI eredetileg az Ente Nazionale Idrocarburi (Nemzeti Szénhidrogén[ipari] Hatóság) rövidítése volt, 1995 óta az elnevezésnek már nincs jelentősége, de rövidítésként a hárombetűs márkanevet megtartották.

## Tulajdonosi struktúrája
A Cassa Depositi e Prestiti SpA 25,76%-os tulajdonrészt birtokol az Eni-ben, további 4,34%-kal rendelkezik az olasz Gazdasági Minisztérium. 0,91% az Eni tulajdona, a fennmaradó 68,99%-ot pedig egyéb részvényesek birtokolják.